# Thales Oleques
Thales Bento Oleques (Pelotas, 28 aprile 1994) è un calciatore brasiliano, difensore dell'Operário-PR.

## Caratteristiche tecniche
È un terzino destro.

## Carriera
Cresciuto nel settore giovanile del Paulista, debutta in prima squadra il 20 gennaio 2013 in occasione dell'incontro del Campionato Paulista pareggiato 1-1 contro il Corinthians.
Nei due anni seguenti viene prestato prima al Braga B e poi alla Juventude, per poi passare a titolo definitivo proprio al Braga B nel 2015.
Con il club portoghese gioca 4 stagioni in Segunda Liga dopodiché si trasferisce a titolo definitivo all'Arouca.

## Statistiche

### Presenze e reti nei club
Statistiche aggiornate al 31 luglio 2021.
| Stagione        | Squadra         | Campionato      | Campionato | Campionato | Coppe nazionali | Coppe nazionali | Coppe nazionali | Coppe continentali | Coppe continentali | Coppe continentali | Altre coppe | Altre coppe | Altre coppe | Totale | Totale |
| Stagione        | Squadra         | Comp            | Pres       | Reti       | Comp            | Pres            | Reti            | Comp               | Pres               | Reti               | Comp        | Pres        | Reti        | Pres   | Reti   |
| --------------- | --------------- | --------------- | ---------- | ---------- | --------------- | --------------- | --------------- | ------------------ | ------------------ | ------------------ | ----------- | ----------- | ----------- | ------ | ------ |
| 2013            | Paulista        | A1/SP           | 19         | 0          |                 | -               | -               |                    | -                  | -                  | CP          | 1           | 0           | 20     | 0      |
| 2013-2014       | Braga B         | LdH             | 23         | 1          | CP+CdL          | 0               | 0               |                    | -                  | -                  |             | -           | -           | 23     | 1      |
| 2013            | Juventude       | PD/RS+C         | 0+7        | 0          | CB              | 0               | 0               |                    | -                  | -                  |             | -           | -           | 0+7    | 0      |
| 2014-2015       | Braga B         | LdH             | 12         | 0          |                 | -               | -               |                    | -                  | -                  |             | -           | -           | 12     | 0      |
| 2015-2016       | Braga B         | LdH             | 22         | 0          |                 | -               | -               |                    | -                  | -                  |             | -           | -           | 22     | 0      |
| 2016-2017       | Braga B         | LdH             | 33         | 0          |                 | -               | -               |                    | -                  | -                  |             | -           | -           | 33     | 0      |
| 2017-2018       | Braga B         | LdH             | 24         | 0          |                 | -               | -               |                    | -                  | -                  |             | -           | -           | 24     | 0      |
| 2018-2019       | Arouca          | LdH             | 30         | 0          | CP+CdL          | 1+0             | 0               |                    | -                  | -                  |             | -           | -           | 31     | 0      |
| 2019-2020       | Arouca          | CdP             | 25         | 5          | CP              | 1               | 0               |                    | -                  | -                  |             | -           | -           | 26     | 5      |
| 2020-2021       | Arouca          | LdH             | 34+2       | 0          | CP+CdL          | 0+1             | 0               |                    | -                  | -                  |             | -           | -           | 37     | 0      |
| 2021-2022       | Arouca          | PL              | 4          | 0          | CP+CdL          | 0+2             | 0               |                    | -                  | -                  |             | -           | -           | 6      | 0      |
| Totale carriera | Totale carriera | Totale carriera | 233        | 6          |                 | 5               | 0               |                    | -                  | -                  |             | 1           | 0           | 239    | 6      |

## Palmarès

### Club

#### Competizioni statali
- Campeonato da Região Serrana: 1

Juventude: 2014